# Сантьяго (муниципалитет Нуэво-Леона)
Сантьяго (исп. Santiago) — муниципалитет в Мексике, штат Нуэво-Леон, с административным центром в одноимённом городе. Численность населения, по данным переписи 2010 года, составила 40 469 человек.

## Общие сведения
Название Santiago было дано муниципалитету в честь Святого Иакова.
Площадь муниципалитета равна 739 км², что составляет 1,15 % от площади штата. Он граничит с другими муниципалитетами Нуэво-Леона: на северо-западе с Санта-Катариной, на севере с Монтерреем, на востоке с Кадерейта-Хименесом и Альенде, на юге с Монтеморелосом и Районесом, а на западе с другим штатом Мексики — Коауилой.

## Учреждение и состав
Муниципалитет был образован в 1825 году, в его состав входит 128 населённых пунктов, самые крупные из которых:
| Код INEGI | Населённый пункт                                     | Численность населения (2005 год) | Численность населения (2010 год) |
| 049       | Всего                                                | 37 886                           | 40 469                           |
| 0001      | Сантьяго (административный центр)                    | 34 261                           | 36 840                           |
| 0020      | Лагуна-де-Санчес (исп. Laguna de Sánchez)            | 297                              | 381                              |
| 0027      | Потреро-де-Серна (исп. Potrero de Serna)             | 357                              | 354                              |
| 0008      | Ла-Сьенега-де-Гонсалес (исп. La Ciénega de González) | 273                              | 281                              |
| 0005      | Ла-Бока (исп. La Boca)                               | 424                              | 244                              |

## Достопримечательности
Туристов привлекает водопад Кола-де-Кабальо.

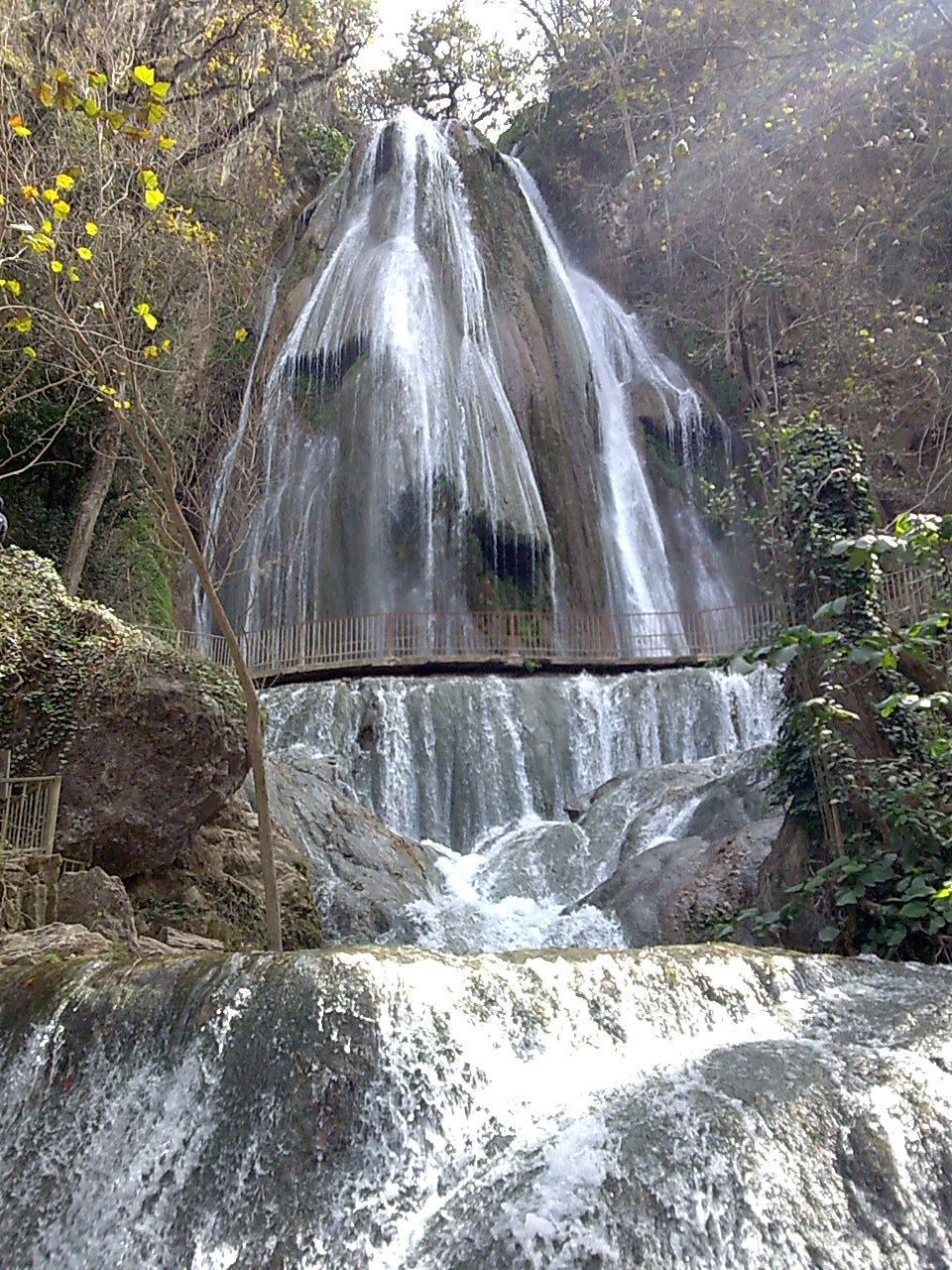
Водопад Кола-де-Кабальо